# Helga Kross
Helga Kross (bis 1954 Helga Roos, * 29. Septemberjul. / 12. Oktober 1917greg. in Tallinn; † 7. November 1998 ebenda) war eine estnische Übersetzerin.

## Leben und Werk
Helga Kross machte 1936 in Tallinn Abitur und studierte von 1936 bis 1942 an der Universität Tartu deutsche und englische Philologie. 1943–1944 arbeitete sie als Deutschlehrerin in Tallinn, 1945 war sie kurzzeitig am Historischen Museum angestellt, bevor sie im Sommer des gleichen Jahres vom NKWD verhaftet wurde. Nach ihrer Verurteilung war sie bis 1950 in einem Lager in der Oblast Swerdlowsk, danach lebte sie als Verbannte in der Region Krasnojarsk. Hier lernte sie den ebenfalls verbannten Jaan Kross kennen, den sie 1954, noch vor ihrer gemeinsamen Rückkehr nach Estland, heiratete.
Nach der im Sommer 1954 erfolgten Rückkehr nach Tallinn war sie einige Jahre zuhause und arbeitete von 1961 bis 1978 als Bibliographin in der Staatlichen Kreutzwald-Bibliothek in Tallinn. Anschließend war sie als freiberufliche Übersetzerin tätig. Helga Kross war seit 1990 Mitglied des Estnischen Schriftstellerverbandes. Die estnische Sprachwissenschaftlerin und Übersetzerin Kristiina Ross ist ihre Tochter.

## Übersetzungen (Auswahl)
- Bertolt Brecht: Kalendrijutud (Kalendergeschichten). Tallinn: Perioodika 1959.
- Georg Büchner: Dantoni surm (Dantons Tod). Tallinn: Perioodika 1973.
- John Galsworthy: Valge ahv (The White Monkey); Hõbelusikas (The Silver Spoon); Luigelaul (Swan Song). Tallinn: Eesti Raamat 1991.
- Hermann Hesse: Klaaspärlimäng (Das Glasperlenspiel). Tallinn: Eesti Raamat 1976.
- Hermann Kant: Impressum (Das Impressum). Tallinn: Eesti Raamat 1977.
- Thomas Mann: Doktor Faustus. Tallinn: Eesti Raamat 1987.
- Herman Melville: Billy Budd. Tallinn: Perioodika 1966.
- Iris Murdoch: Võrgu all. (Under the Net) Tallinn: Eesti Raamat 1971.
- Erwin Strittmatter: Poni Pedro. Tallinn: Eesti Riiklik Kirjastus 1963.
- Rabindranath Tagore: Lahendatud mõistatus (Novellen). Tallinn: Perioodika 1961.